# Willem Jacob Luyten
Willem Jacob Luyten (7 de marzo de 1899, Semarang-21 de noviembre de 1994, Minneapolis) fue un astrónomo estadounidense de origen neerlandés.
Luyten nació en las Indias Orientales Neerlandesas, donde su padre trabajaba como profesor de francés.
A la edad de 11 años observó el cometa Halley, y desde ese momento comenzó a interesarse por la astronomía. Luyten poseía una facilidad pasmosa para aprender idiomas, y se podía expresar hasta en nueve diferentes. En 1912 se mudó junto con su familia a los Países Bajos, donde estudió astronomía en la Universidad de Ámsterdam. Allí finalizó el bachillerato de artes en 1918.
Fue el primer estudiante en conseguir un doctorado, a los 22 años, con Ejnar Hertzsprung en la Universidad de Leiden. En 1921 marchó hacia los Estados Unidos, donde trabajó en el Observatorio Lick. Desde 1923 hasta 1928, Luyten trabajó en el Harvard College Observatory. Los tres años siguientes estuvo en la ciudad sudafricana de Bloemfontein, donde conoció a Willemina H. Miedema, con quien más tarde contrajo matrimonio el 5 de febrero de 1930.
En 1931 regresó a Estados Unidos, y desde 1931 a 1967 trabajó de profesor en la Universidad de Minnesota. Después, desde 1967 hasta su muerte, se dedicó a la astronomía.
Estudió el movimiento propio de las estrellas, y descubrió multitud de enanas blancas; precisamente fue Luyten el primero en hacer referencia a dicho término. También descubrió algunas estrellas similares y cercanas al Sol, como por ejemplo la estrella de Luyten que lleva su nombre, o el sistema estelar Luyten 726-8, que contiene la estrella fulgurante UV Ceti.

## Premios
- Medalla James Craig Watson (1964)
- Medalla Bruce (1968)